# Мерцених
Мерцених (њем. Merzenich) општина је у њемачкој савезној држави Северна Рајна-Вестфалија. Једно је од 15 општинских средишта округа Дирен. Према процјени из 2010. у општини је живјело 9.855 становника. Посједује регионалну шифру (AGS) 5358040, NUTS (DEA26) и LOCODE (DE MZH) код.

## Географски и демографски подаци
Мерцених се налази у савезној држави Северна Рајна-Вестфалија у округу Дирен. Општина се налази на надморској висини од 134 метра. Површина општине износи 37,9 km². У самом мјесту је, према процјени из 2010. године, живјело 9.855 становника. Просјечна густина становништва износи 260 становника/km².